# Déterminant de Cauchy
En algèbre linéaire, le déterminant de Cauchy est un déterminant classique, qui peut être relié à des problèmes de fractions rationnelles. Son nom est un hommage au mathématicien Augustin Louis Cauchy. 
Le déterminant de Cauchy est un déterminant de taille {\displaystyle n} et de terme général {\displaystyle {\frac {1}{a_{i}+b_{j}}}}, où les complexes {\displaystyle a_{1},\dots ,a_{n}} et {\displaystyle b_{1},\dots ,b_{n}} sont tels que pour tout {\displaystyle i} et {\displaystyle j}, {\displaystyle a_{i}+b_{j}} est non nul.
{\displaystyle D_{n}={\begin{vmatrix}{\frac {1}{a_{1}+b_{1}}}&{\frac {1}{a_{1}+b_{2}}}&\dots &{\frac {1}{a_{1}+b_{n}}}\\{\frac {1}{a_{2}+b_{1}}}&{\frac {1}{a_{2}+b_{2}}}&\dots &{\frac {1}{a_{2}+b_{n}}}\\\vdots &\vdots &&\vdots \\{\frac {1}{a_{n}+b_{1}}}&{\frac {1}{a_{n}+b_{2}}}&\dots &{\frac {1}{a_{n}+b_{n}}}\end{vmatrix}}}

## Lien avec un problème d'interpolation
On recherche une fraction rationnelle ayant exactement {\displaystyle n} pôles simples, qui sont les {\displaystyle a_{i}}, et prenant des valeurs fixées en {\displaystyle n} points distincts des {\displaystyle a_{i}} (ce sont les opposés des {\displaystyle b_{j}}).
Si on cherche la fraction rationnelle sous la forme
{\displaystyle F(X)=\sum _{i=1}^{n}{\frac {r_{i}}{X-a_{i}}}}
alors les coefficients inconnus {\displaystyle r_{i}} sont solutions d'un système de taille {\displaystyle n}, dont le déterminant est un déterminant de Cauchy.

## Calcul du déterminant de Cauchy
{\displaystyle D_{n}={\frac {\prod \limits _{i<j}(a_{j}-a_{i})\prod \limits _{i<j}(b_{j}-b_{i})}{\prod \limits _{i,j}(a_{i}+b_{j})}}={\frac {\mathrm {V} (a_{1},\dots ,a_{n})\mathrm {V} (b_{1},\dots ,b_{n})}{\prod \limits _{i,j}(a_{i}+b_{j})}}} en notant {\displaystyle \mathrm {V} (\alpha _{1},\dots ,\alpha _{n})} le déterminant de la Matrice de Vandermonde de la famille {\displaystyle (\alpha _{1},\dots ,\alpha _{n})}.